# Protomelanitta bakeri
Protomelanitta bakeri — викопний вид гусеподібних птахів родини качкових (Anatidae), що існував у міоцені в Північній Америці. Скам'янілі рештки виду знайдено у штаті Невада. Відомий лише по проксимальній частині плечової кістки.